# Val d'Ultimo

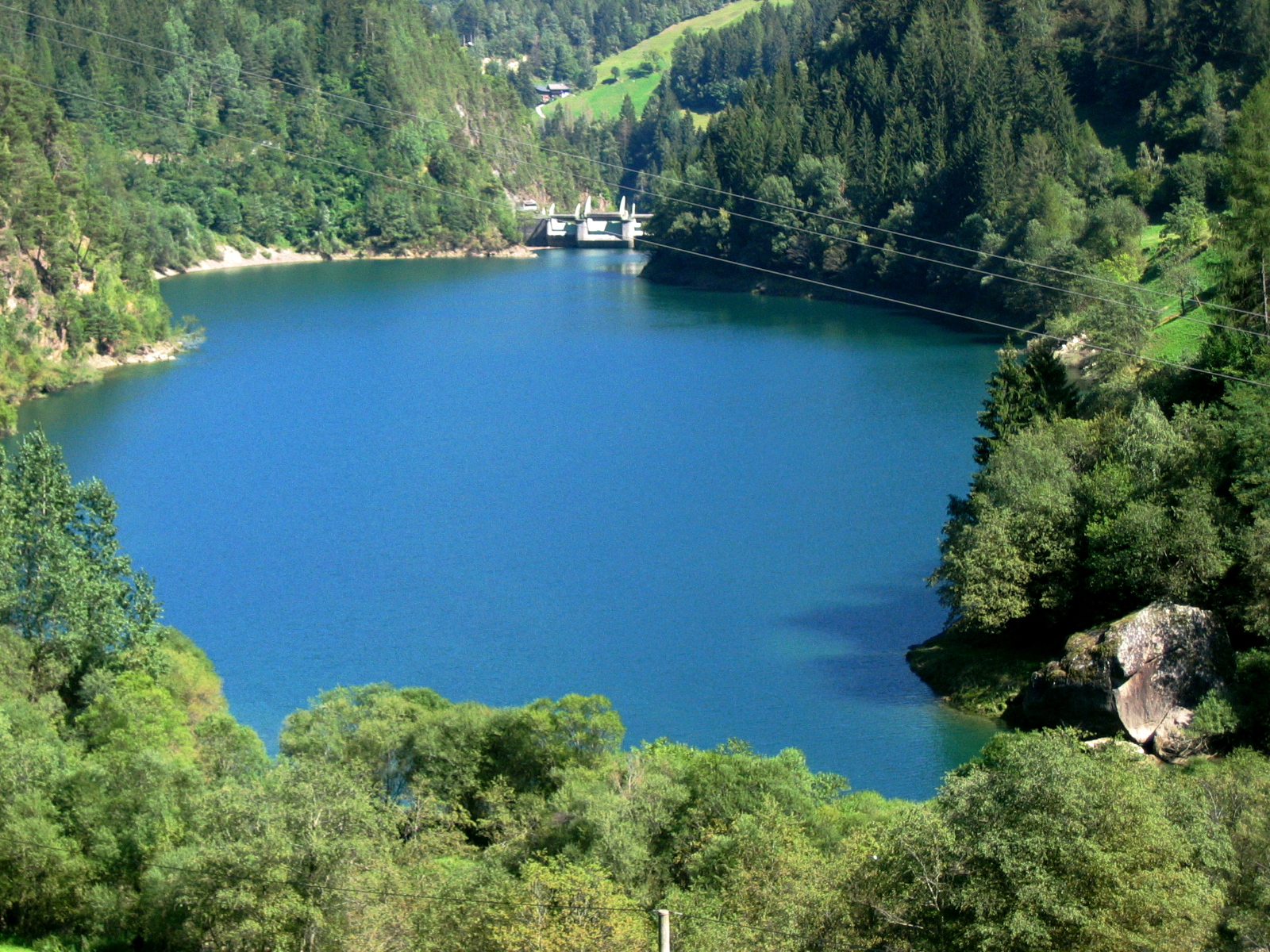
Il lago di Alborel, piccolo lago sottostante il lago di Zoccolo

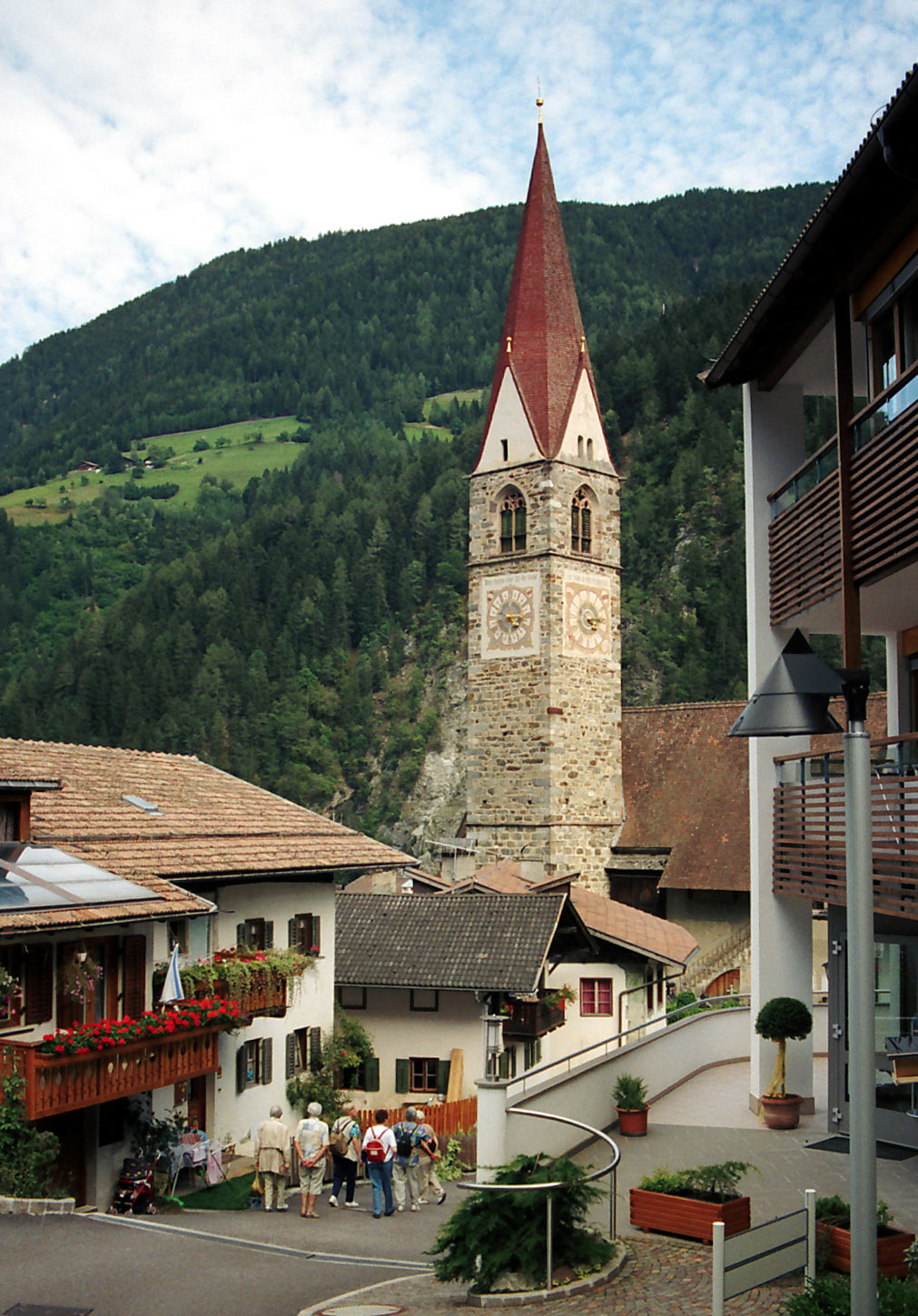
Il campanile della chiesa di San Pancrazio, la più antica della valle

La Val d'Ultimo (Ultental in tedesco, Val d'Òutem in solandro) è una valle alpina lunga 40 km, situata nella zona occidentale dell'Alto Adige che termina a Lana. La valle ha tutte le caratteristiche delle tradizionali vallate tirolesi: antichi masi, prati verdi, boschi fitti e alte montagne. In particolare la val d'Ultimo è contornata dalle cime del Gruppo dell'Ortles sud-orientale, una delle cime più alte della zona. La parte più alta della valle fa parte del parco nazionale dello Stelvio.

## Principali centri abitati
Il comune principale della valle è Ultimo, gli altri centri principali sono:
- San Pancrazio (736 m, con circa 1 568 abitanti): da visitare in questo centro abitato sono la torre campanaria con la chiesa più antica dell'intera vallata e la "casa sulla roccia" (Häusl am Stein), l'unica abitazione che rimase in piedi dopo l'alluvione del 1882.
- Santa Valburga (1190 m, con circa 2 200 abitanti): il paese sorge nei pressi del piccolo lago di Zoccolo; una delle caratteristiche di questo paese è la posizione appartata della chiesa, in cima a un colle.
- San Nicolò (1256 m, con circa 300 abitanti): in questo centro abitato si trova il museo etnografico della Val d'Ultimo, un'interessante raccolta della civiltà contadina e la storia della vallata.
- Santa Gertrude (1501 m, con circa 300 abitanti): questo paese, posto in cima alla vallata, è una tappa obbligata per chiunque voglia andare a visitare i famosi larici millenari, dichiarati dall'UNESCO patrimonio dell'umanità[senza fonte], che ornano i boschi limitrofi.

Tra i paesi di Santa Valburga e San Pancrazio una strada porta in direzione sud, verso la Val di Non.

## Inverno
Durante le stagioni invernali nella valle è presente un piccolo ma caratteristico centro sciistico: il Schwemmalm. Questo recente centro sciistico è stato utilizzato negli ultimi anni per l'allenamento di alcuni campioni che volevano un centro per allenarsi poco noto al grande pubblico. Originario della Val d'Ultimo è Dominik Paris, uno degli sciatori italiani più vincenti di sempre.
Esistono inoltre piste da slittino, piste di pattinaggio ed anche la possibilità di fare una passeggiata sulla neve con le ciaspole.

## Estate
Nella stagione calda la valle offre un paradiso a quanti sono amanti della natura: vi sono infatti ben 700 chilometri di sentieri di diversa difficoltà.

## Principali manifestazioni
Verso la fine del mese di settembre nel paese di Pracupola si svolge una celebre rassegna dal nome "Settimane dell'Agnello", una sagra dove è possibile gustare dell'ottimo agnello della valle e acquistare alcuni dei prodotti tipici riconducibili all'allevamento ovino.